# 科威特足球協會
科威特足球協會是專門管轄科威特足球事務的組織。該組織成立於1952年，並在1962年先後加入國際足協及亞洲足協。此外，該組織還是阿拉伯足球協會和西亞足球協會的成員。

## 外部連結
- 官方網頁 （页面存档备份，存于）（阿拉伯文）
- 國際足協網頁 （页面存档备份，存于）
- 亞洲足協網頁 （页面存档备份，存于）